# 三公社五現業
三公社五現業（さんこうしゃごげんぎょう）とは、日本において国の特別な労働関係法（公共企業体等労働関係法）の適用を受けていた、日本国有鉄道（現JR）・日本専売公社（現JT）・日本電信電話公社（現NTT）の3つの公共企業体、郵政（郵政省）・造幣（造幣局）・印刷（国立印刷局）・国有林野・アルコール専売（新エネルギー・産業技術総合開発機構）の5つの国営官庁企業の総称である。

## 概要
現在までに三公社は全て民営化され、法律に基づき設立される特殊会社に移行した。五現業も、国有林野事業を除き、民営化または独立行政法人化された。
また、国有林野事業は企業的運営が廃止され、一般会計の事業となった。
なお、造幣局・国立印刷局については、独立行政法人のうち行政執行法人に区分されており、役職員は国家公務員である。また、行政執行法人の労働関係に関する法律が適用されている。
歴史的には、公共企業体となっている三公社のうち電電公社以外の二つは戦後占領期のGHQによる労働政策・公務員政策の一環として設立されたもので、電電公社についてもマッカーサーの助言により能率の向上を謳って逓信省から分離された電気通信省から再独立したものであり、いずれにしても占領期に起源を持っている。詳細については労働基本権の記事を参照のこと。

## 旧・公共企業体（旧・三公社）
中曽根康弘内閣により、1985年（昭和60年）4月1日（日本国有鉄道は1987年（昭和62年）4月1日）に民営化。
1. 日本専売公社（専売公社）：日本たばこ産業株式会社（JT）に承継して解散。
  - うち塩専売事業は1997年（平成9年）年4月1日公益財団法人塩事業センターに承継分離。
2. 日本電信電話公社（電電公社）：日本電信電話株式会社（NTT）に承継して解散。 → NTTグループ
3. 日本国有鉄道（国鉄）：JRグループ（9株式会社、1財団法人）、新幹線鉄道保有機構（現：独立行政法人鉄道建設・運輸施設整備支援機構（JRTT））に承継。
  - 日本国有鉄道は解散せず日本国有鉄道清算事業団に移行、上記各承継法人に承継されなかった債務の償還や余剰人員の再就職促進等の業務を遂行、1998年（平成10年）10月22日解散。資産処分や年金等支払の業務のみ日本鉄道建設公団（現：鉄道建設・運輸施設整備支援機構）が「国鉄清算事業」として承継。
  - JRグループのうち鉄道通信株式会社（後に日本テレコム株式会社）は2001年にボーダフォン・グループによる買収でJRグループを離脱、後にソフトバンクによる買収を経て2007年の吸収合併で法人格消滅。

## 旧・五現業
下記は国が経営していた企業であり、附帯する事業を含む記載である。
1. 国有林野事業（国有林野事業特別会計において事務を取り扱う治山事業を含む。） → 国有林野事業の企業的運営廃止[2]（2013年）
2. 日本銀行券、紙幣、国債、収入印紙、郵便切手、郵便はがき等の印刷の事業（これに必要な用紙類の製造並びに官報、法令全書等の編集、製造及び発行の事業を含む。） → 行政執行法人たる独立行政法人国立印刷局（2003年）
3. 造幣事業（賞はい等の製造の事業を含む。） → 行政執行法人たる独立行政法人造幣局（2003年）
4. アルコール専売事業 → 新エネルギー総合開発機構（1982年） → 日本アルコール産業株式会社（2006年）
5. 郵便、郵便貯金、郵便為替、郵便振替及び簡易生命保険の事業（註） → 日本郵政公社（2003年） → 日本郵政株式会社（2007年）
註: 郵便、郵便貯金、郵便為替、郵便振替及び簡易生命保険の事業における附帯事業（日本郵政公社法（平成14年法律第97号）第十九条第一項～第三項）は下記の通り。
  - 地方公共団体の特定の事務の郵政官署における取扱いに関する法律（平成13年法律第120号）第二条第一項の規定に基づき取り扱う地方公共団体の事務に関する業務その他地方公共団体から委託された業務。
  - NTT東日本、NTT西日本、NHK、国民生活金融公庫、沖縄振興開発金融公庫又は国家公務員共済組合連合会から委託された業務。
  - 電気通信事業法（昭和59年法律第86号）附則第五条第一項に規定する国際電信電話株式会社の電気通信事業者の地位を承継した者から委託された電報の取扱い。
  - 収入印紙の売りさばき。
  - 年金及び恩給の支払その他の国庫金の受入れ払渡し。
  - 国債、地方債又は政府が元本の償還及び利息の支払について保証している社債その他の債券の募集の取扱い及び証券の保護預り。
  - 社債等の振替に関する法律（平成13年法律第75号）第二条第四項の口座管理機関として行う振替業に係る取扱い及び元利金の支払に関する業務。
  - 日本円と外国通貨の両替並びに日本円を対価とするトラベラーズチェックの受託販売及び買取り。
  - 郵便貯金及び預金等の受払事務の委託及び受託に関する法律（平成10年法律第78号）第四条第一項の規定により同法第二条第一項の金融機関から委託された金銭の受入れ又は払渡し等に関する業務。
  - 当せん金付証票法（昭和23年法律第144号）第六条第五項に規定する受託銀行等から再委託された宝くじの売りさばき及び当せん金品の支払又は交付。
  - 郵政官署における原動機付自転車等責任保険募集の取扱いに関する法律（平成12年法律第69号）第二条第一項の規定により同項の損害保険会社等から委託された原動機付自転車等責任保険募集に関する業務。
  - 確定拠出年金法（平成13年法律第88号）第六十一条第一項の規定により国民年金基金連合会から委託された業務及び同法第百九条第一項の規定による確定拠出年金運営管理業。